# 陈秉直
陈秉直（?—?），元朝大臣，元惠宗时中书平章政事。
陈秉直是王保保部将。至正十九年（1359年），担任枢密院判官，王保保命他领兵二万守卫冀宁路（今山西省太原市）。至正二十年（1360年），朝廷派孛罗帖木儿守卫冀宁路，王保保反击，派陈秉直前去攻打，结果兵败。至正二十一年（1361年），以中书省参知政事守卫海南。至正二十一年（1361年），担任中书平章政事，奉命守山东。